# 1315
Năm 1315 (Số La Mã: MCCCXV) là một năm thường bắt đầu vào thứ Tư trong lịch Julius.